# Sima Daozi
Sima Daozi (司馬道子) (364. – 403.), formalno Princ Wenxiao od Kuaijija (會稽文孝王), je bio kineski princ iz dinastije Jin, poznat kao vladar za vrijeme vladavine svog mentalnog retardiranog nećaka cara Ana.
Sima Daozi je bio sin princa Sima Yua koji je 372. nakratko vladao car Jianwen. Oca je na prijestolju naslijedio Sima Daozijev stariji brat Sima Yao, uzevši ime Xiaowu. Godine 383. je Sima Daozi postao premijer, a što je dovelo do sukoba s dotadašnjim premijerom Xie Anom. Nakon što je Jianwen umro 385. Sima Daozi je bio u sukobu s bratom, dijelom i zbog toga što je car prijestolje ostavio starijem sinu za koga je bilo očigledno da je mentalno retardiran. Sukob se djelomično smirio godine 392. a prestao je 396. kada je Xiaowua ubila vlastita konkubina. Sima Daozi je postao vladar, ali se pokazao nesposobnim, i u doba njegove vladavine su se izredale pobune. Sima Doazi ih je pokušao ugušiti tako da je vlast dijelio sa svojim mladim sinom Sima Yuanhianom. Godine 402. je general Huan Xuan protiv obojice podigao ustanak i nakratko uzurpirao prijestolje; Sima Yuanhian je pogubljen, a njegov otac otrovan godinu dana kasnije.  